# 卫戍国
卫戍国（義大利語：Stato dei Presidi）是1557年—1801年意大利托斯卡纳海岸的小片领土，包括原锡耶纳共和国剩余领土的5个城镇，埃尔科莱港、蒙泰阿真塔里奥岬角的圣斯特法诺港、奥尔贝泰洛、塔拉莫和安塞多尼亚及其腹地，詹努特里岛和厄尔巴岛上的朗格港。卫戍国面积300平方公里，附属于那不勒斯王国，期间多次易手。1557年至1707年，该地为西班牙君主领地，由西班牙哈布斯堡王朝那不勒斯总督管理。1708年至1733年为奥地利哈布斯堡王朝那不勒斯总督管理。1733年至1801年为西班牙波旁王朝那不勒斯国王属地。1801年，那不勒斯国王通过《佛罗伦萨条约》将此地划给法兰西第一共和国，随后又被划归伊特鲁里亚王国。1814年法国战败，1815年维也纳会议召开后将此地划归复辟的托斯卡纳大公国。